# البوصيري بوعبدلي

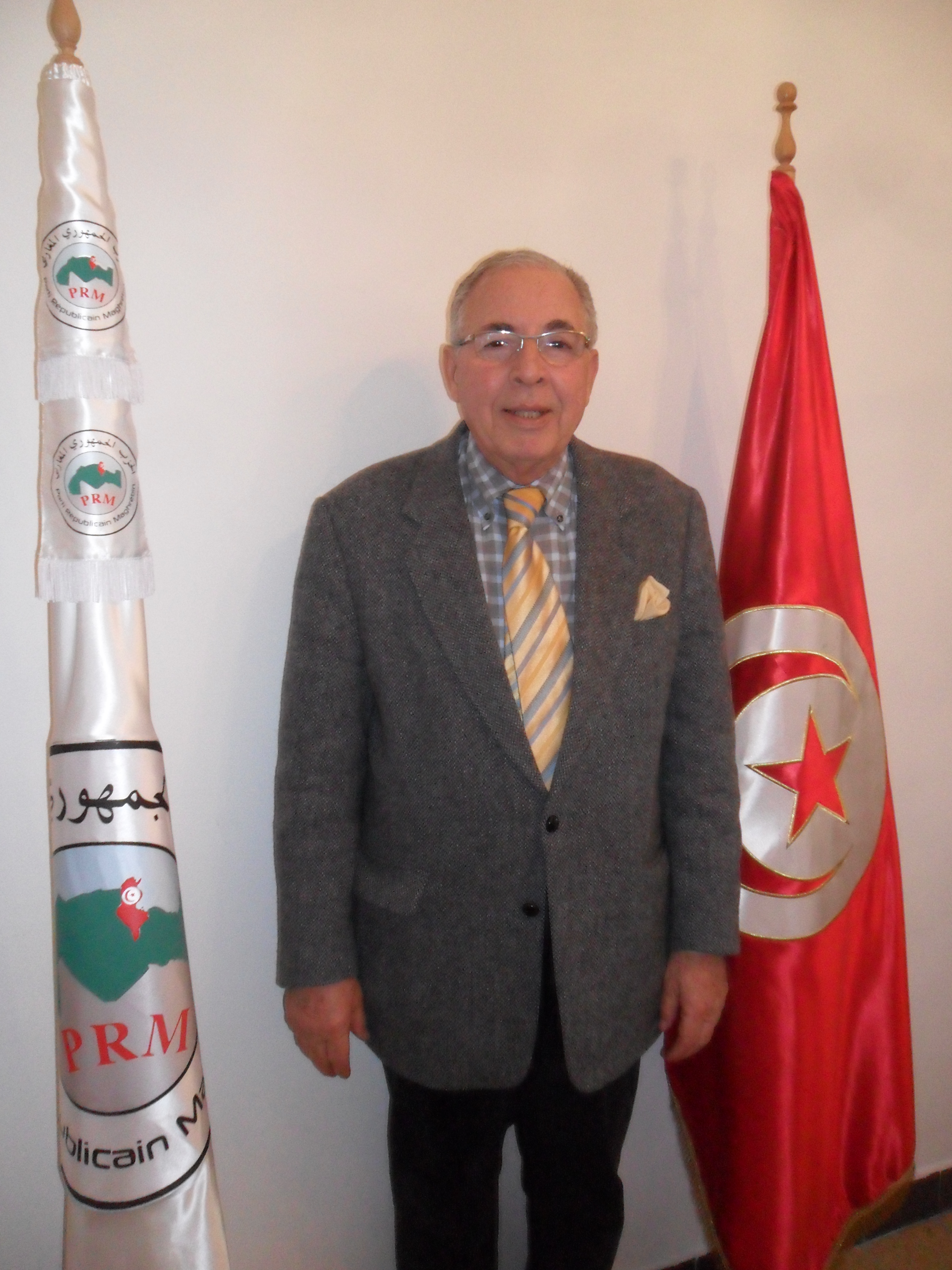
البوصيري بوعبدلي

محمد البوصيري بوعبدلي (1940- )، هو سياسي وجامعي تونسي مؤسس الحزب الليبرالي المغاربي في مارس 2011 اثر الثورة التونسية.
هو مهندس في الإعلامية بدأ حياته المهنية بالعمل في شركات متعددة الجنسيات بفرنسا، ثم عاد إلى تونس عام 1972، كان محمد البوصيري بوعبدلي مناضلا منذ البداية فانخرط بالحزب الاشتراكي الدستوري ثم انخرط في أول حزب معارض وهو حركة الديمقراطيين الاشتراكيين الذي انفصل عنه سنة 1990.
ثم وجه كل طاقته للعمل التربوي فأنشأ هو وزوجته أول مؤسسة للتعليم العالي الخاص، الجامعة الخاصة بتونس وكذلك معهد لويس باستور ومؤسسة تضم مدرسة إعدادية ومدرسة أساسية.